# Catedral de San Cristóbal (San Cristóbal)
La Catedral de San Cristóbal es un edificio religioso que pertenece a la Iglesia Católica y se encuentra ubicado en la calle 5 con carrera 3, a un lado de la Plaza Juan Maldonado de la localidad de San Cristóbal en el Municipio San Cristóbal del Estado Táchira en la región andina del país sudamericano de Venezuela. No debe confundirse con otra catedral dedicada al mismo Santo pero ubicada en la ciudad de Barcelona, en el Estado Anzoátegui.
El templo tiene un estilo neocolonial y barroco, sigue el rito romano o latino y es la sede de la Diócesis de San Cristóbal en Venezuela (Dioecesis i Sancti Christophori in Venetiola) que fue creada por el Papa Pio XI el 12 de octubre de 1922, mediante la constitución Apostólica “Ad Munus”. En sus alrededores se encuentra el Palacio Apostólico. En su interior destacan los vitrales dedicados a la fundación de la ciudad y el que recuerda la Visita de Simón Bolívar, el libertador de Venezuela en 1813.
En el espacio se venera tanto a San Cristóbal, como a El Cristo del Limoncito y a San Sebastián. El edificio es un importante punto turístico, histórico y religioso de la ciudad y fue construida en el siglo XVIII.
En 1621 fue construida un primera estructura que sufrió por el terremoto de 1644 y solo en 1668 pudo ser construida de ladrillos, aunque resultó seriamente afectada una vez más esta vez por el terremoto de la vecina Cúcuta de 1875, por lo que fue sometida a una reconstrucción importante. Entre 1994 y 1997 fue remodelada nuevamente.